# Джаиш-е-Мухаммад
Джаиш-е-Мухаммад, сокр. ДжеМ (урду جيش محمد‎ — букв. «Армия Мухаммеда») — исламистская террористическая организация в Кашмире (Индия). Главной целью организации является отделение Кашмира от Индии. Джаиш-е-Мухаммад провела несколько атак, в основном в индийском штате Джамму и Кашмир.
Организация признана террористической в Пакистане (с 2002 года), Австралии, Канаде, Индии, ОАЭ, Великобритании, США и Организацией Объединённых Наций.

## История
По данным Межведомственной разведки Пакистана (МРП), Джаиш-е-Мухаммад была создана[когда?] людьми, связанными с организацией Харкат аль-Муджахидин"..
Членами Джаиш-е-Мухаммад в основном являются бывшие члены Харкат аль-Муджахидин, связанные с афганскими и пакистанскими талибами и аль-Каидой. Члены Джаиш-е-Мухаммад тренируются в афганских лагерях аль-Каиды..
Большинство членов Харкат аль-Муджахидин перешли в ДжеМ из-за недостаточного финансирования.
В декабре 1999 года, террористы захватили самолёт Indian Airlines, который должен был лететь из Катманду в Дели, и перенаправили его в Кандагар, где он находился под присмотром афганских талибов и пакистанских должностных лиц, дислоцированных в аэропорту. После того, как они перерезали горло пассажиру, индийское правительство согласилось на их требования и выпустило Маулана Масуда Азхара, Ахмеда Омара Саида Шейха, Муштака Ахмеда Заргара и трёх членов Харкат аль-Муджахидин, ранее заключенных в тюрьму в Индии. Освобожденных заключенных сопровождали сотрудники МРП, а Масуд Азхар был избран главой новой группы Джаиш-е-Мухаммад.
Правительство Индии обвинило Джаиш-е-Мухаммад в причастности к атаке на Индийский парламент в 2001 году.
В январе 2002 года правительство Президента Первеза Мушаррафа запретило группировку; в ответ ДжеМ изменила своё название на Хаддам уль-Ислам.
В декабре 2002 года четыре члена ДжеМ были захвачены индийскими властями и преданы суду. Все четверо были признаны виновными, а один из обвиняемых, Афзал Гуру был приговорен к смертной казни.

## Теракты
- В 2001 году совместно с Лашкаре-Тайба, группировка совершила нападение на Индийский парламент в Нью-Дели[1].
- ДжеМ подозревают в убийстве американского журналиста Дэниела Перла в Карачи[2][4].
- В 2008 году предотвращён возможный заговор с целью взрыва синагоги в Нью-Йорке, а также попытки сбить ракетами Стингер военные самолеты в США[12][13][14].
- Члены группировки подозреваются в проведении в начале января 2016 года теракта в Патханкоте[15][16][17].
- 19 февраля 2019 года в округе Пулвама на шоссе Джамму — Сринагар террорист-смертник на автомобиле со взрывчаткой врезался в автобус, перевозивший индийских полицейских, в результате чего 40 полицейских погибли. Джаиш-е-Мухаммад взяла на себя ответственность за этот теракт[18]. Данная акция привела к эскалации индо-пакистанского конфликта[19].